# Martin Cilenšek
Martin Cilenšek, slovenski botanik in poljudnoznanstveni pisec, * 23. oktober 1848, Gotovlje, Štajerska, Avstrijsko cesarstvo, † 22. oktober 1936, Ljubljana, Dravska banovina, Kraljevina Jugoslavija.

## Življenje in delo
Cilenšek je med letoma 1863 in 1871 obiskoval celjsko gimnazijo. Do leta 1875 je na graški univerzi doštudiral prirodoslovje. Kot srednješolski profesor je služboval v Leobnu in na deželni gimnaziji na Ptuju. Svoje poljudne naravoslovne in potopisne članke je objavljal v revijah Kres, Ljubljanski zvon, Dom in svet in Kmetijske in rokodelske novice, ter v Letopisu Matice slovenske. V Ljubljanskem zvonu je pisal o pripovedkah, bajkah in šegah ob Ložnici.
Napisal je več geoloških in botaničnih spisov.
Napisal in izdal je priročnik Naše škodljive rastline v podobi in besedi, ki ga je med letoma 1892 in 1896 izdala Mohorjeva družba. V njej je na 768 straneh opisoval ne le človeku škodljive rastline, pač pa tudi stranske učinke zdravilnih rastlin in celo bakterijske bolezni. Knjiga velja za bogat vir domačih slovenskih imen za rastline.
Po njem se imenuje Cilenškova ulica v Ljubljani.

## Izbrana bibliografija
- ——— (1892), Naše škodljive rastline, Celovec: Družba svetega Mohorja, COBISS 2979381